# فيل بييل
فيل بييل (بالإنجليزية: Phil Beal)‏ هو لاعب كرة قدم بريطاني، ولد في 8 يناير 1945 في Godstone ‏ في المملكة المتحدة. لعب مع أكسفورد سيتي وبرايتون أند هوف ألبيون وتوتنهام هوتسبير ونادي كرو ألكساندرا.

## وصلات خارجية
- فيل بييل على موقع قاعدة بيانات كرة القدم.إي يو (الإنجليزية)